# Mjobergia fulviguttata
Mjobergia fulviguttata är en insektsartart som beskrevs av Peter Esben-Petersen 1918.
Mjobergia fulviguttata ingår i släktet Mjobergia och familjen myrlejonsländor. Inga underarter finns listade i Catalogue of Life. Insektsarten är uppkallad efter zoologen Eric Mjöberg.